# Lago Vahtsõkivi
O Lago Vahtsõkivi é um lago na paróquia de Antsla, no condado de Valga, na Estónia.
A área do lago é de 69.6 ha (172 acres) (com uma ilha) e a sua profundidade máxima é de 4.6 m (15 ft).